# Psecas rubrostriatus
Psecas rubrostriatus là một loài nhện trong họ Salticidae.
Loài này thuộc chi Psecas. Psecas rubrostriatus được Joachim Schmidt miêu tả năm 1956.